# ایرنا بلوخینا
ایرنا بلوخینا (اوکراینی: Ірина Олегівна Блохіна؛ زادهٔ ۱۵ ژانویهٔ ۱۹۸۳) بازیگر، موسیقی‌دان، خواننده، طراح رقص، و مجری اهل اتحاد جماهیر شوروی سوسیالیستی است. وی از سال ۱۹۹۹ میلادی تاکنون مشغول فعالیت بوده‌است.